# 食蟹獼猴
食蟹猕猴，也称菲律宾猕猴、长尾猕猴或馬來猴。成年身长约为40至47厘米，尾长为50至60厘米。成年雄性体重5至7千克，雌性体重约为3至4千克。主要分布在亚洲东南部的香港、印度尼西亚、老挝、越南、马来西亚、菲律宾等国家地区。活动范围包括原始森林、次生林、红树林以及其他一些靠近水域的森林地区，有时在乡村和郊区也能发现它们的身影。它们的食物来源较为广泛，除了螃蟹以外，水果、树叶、小动物、鸟类都是他们食用的对象。近来的一些观察发现，随着生存环境的恶化，有些食蟹猕猴学会了捕食鱼类来扩大自己的食物来源。同许多动物一样，栖息地被破坏是导致食蟹猕猴数量减少的主要原因。另一方面，食蟹猕猴也面临被捕捉作医学实验或药物实验的危脅。来自当地农民、住户的捕杀也造成了它们数量的减少，部分国家和地区的政府已经考虑为这种生物建立相应的保护机制。
國際自然保護聯盟物種存續委員會的入侵物種專家小組（ISSG）列為世界百大外來入侵種。

## 分布
原本分布於東南亞的菲律賓、蘇門答臘島、與爪哇島。人工移入的地區有香港、新幾內亞、帛琉、新喀里多尼亞、模里西斯、薩摩亞、台灣、斐濟、東加、所羅門群島、瑙魯、瓦努阿圖。

## 形態與生態
成年的個體的體長約38至55公分、尾長約40至65公分。食蟹獼猴是群居型動物，通常會有五十頭至六十頭聚集成一群來一起生活。

## 外部連結
- Bonadio, C. 2000. "Macaca fascicularis" (On-line), Animal Diversity Web. Accessed March 10, 2006. （页面存档备份，存于）
- Primate Info Net Macaca fascicularis Factsheet （页面存档备份，存于）
- ISSG Database: Ecology of Macaca fascicularis （页面存档备份，存于）
- Primate Info Net: Macaca fascicularis （页面存档备份，存于）
- BBC Factfile on M. fascicularis Archive.today的存檔，存档日期2013-01-13
- "Conditions at Nafovanny", video produced by the British Union for the Abolition of Vivisection following an undercover investigation at a captive-breeding facility for long-tailed macaques in Vietnam.

Template:C.Cercopithecinae nav